# Biznes i Ewangelia
Biznes i Ewangelia. Wezwanie dla chrześcijanina-kapitalisty (ang. Doing well and doing good. The challenge to the Christian Capitalist) – książka autorstwa Richarda Johna Neuhausa z 1992 poświęcona stykowi religii i biznesu. Pierwsze polskie wydanie ukazało się w 1993 (wydawnictwo W Drodze).
Książka powstała w Nowym Jorku z inspiracji encykliką papieża Jana Pawła II, Centesimus annus wydaną w 1991. Papież poruszył w niej kwestie chrześcijańskiego przesłania w epoce demokratycznego kapitalizmu. Autor (były pastor luterański, późniejszy ksiądz katolicki) zadaje w związku z tym pytania o to, czy świat biznesu i Ewangelii są odrębne, czy połączone i czy Kościół może zachować swoją tożsamość w świecie demokracji. Publikacja była istotnym głosem w debacie na temat znaczenia religii i Kościoła we współczesnym życiu publicznym, a także zaangażowania chrześcijan w życie społeczne i polityczne poszczególnych państw. Książka zadedykowana była Peterowi i Brygitcie Berger z wdzięcznością za stałość przyjaźni w momentach trudnych.